# In Your House 16: Canadian Stampede
In Your House 16: Canadian Stampede was een professioneel worstel-pay-per-view (PPV) evenement dat georganiseerd werd door de World Wrestling Federation (WWF, nu WWE). Het was de 16e editie van In Your House en vond plaats op 6 juli 1997 in het Canadian Airlines Saddledome in Calgary, Alberta, Canada.

## Matches
| Nr. | Match | Winnaar(s)          | Opmerkingen                                                    | Bron  |
| --- | --- | ------------------- | -------------------------------------------------------------- | ----- |
| 1F  | The Godwinns (Henry O. Godwinn & Phineas I. Godwinn) vs. The New Blackjacks (Blackjack Bradshaw & Blackjack Windham)                                                                  | The Godwinns        | Tag Team FFA match.                                            | [ 2 ] |
| 2   | Hunter Hearst Helmsley (met Chyna) vs. Mankind | N.V.T.              | Eén-op-één match. De match eindigde in een dubbele count out.  | [ 2 ] |
| 3   | The Great Sasuke vs. Taka Michinoku | The Great Sasuke    | Eén-op-één match.                                              | [ 2 ] |
| 4   | The Undertaker (c) vs. Vader (met Paul Bearer) | The Undertaker      | Eén-op-één match. voor het WWF World Heavyweight Championship. | [ 2 ] |
| 5   | The Hart Foundation (Bret Hart, Brian Pillman, The British Bulldog, Jim Neidhart & Owen Hart) vs. Ken Shamrock, Goldust, The Legion of Doom (Animal & Hawk) & Stone Cold Steve Austin | The Hart Foundation | 10-Man Tag Team match.                                         | [ 2 ] |